# Chandler Riggs
Chandler Riggs (Atlanta, 27 giugno 1999) è un attore statunitense, noto per aver interpretato il ruolo di Carl Grimes nella serie televisiva della AMC The Walking Dead.

## Biografia

### Primi anni
Riggs è nato il 27 giugno 1999 ad Atlanta, in Georgia, da Gina Ann Carlton e William Riggs. Ha un fratello minore di nome Grayson. Ha antenati inglesi, tedeschi, scozzesi e gallesi. Riggs ha studiato tip tap per diversi anni con il finalista di So You Think You Can Dance Zack Everhart.

### Carriera

#### Inizi
Riggs ha iniziato a recitare all'età di quattro anni. I suoi primi lavori includevano produzioni teatrali de Il mago di Oz, dove ha interpretato un Munchkin al suo debutto in teatro, e Oklahoma con Theater of the Stars al Fox Theatre di Atlanta. All'età di cinque anni, ha recitato nel film horror indipendente Jesus H. Zombie. Nel 2009, all'età di nove anni, è stato scelto per recitare nel film cinematografico The Funeral Party e in quello televisivo L'uomo sbagliato. Quest'ultimo film, trasmesso nel 2010 su Lifetime, vede Riggs recitare al fianco di Julia Ormond nei panni di suo figlio.

#### The Walking Dead
Nel 2010, all'età di 10 anni, Riggs viene assunto per interpretare il ruolo di Carl Grimes, il suo ruolo più importante fino ad oggi, nella serie televisiva horror della AMC The Walking Dead, basata sull'omonima serie a fumetti. Riggs aveva precedentemente lavorato con il produttore esecutivo della serie Gale Anne Hurd in L'uomo sbagliato. La serie segue Rick Grimes (Andrew Lincoln), il padre di Carl, il personaggio di Riggs, mentre lui e il suo gruppo di familiari, amici e sconosciuti combattono per sopravvivere in un violento mondo apocalittico popolato di zombie e pochi umani sopravvissuti, alcuni dei quali sono persino più pericolosi degli stessi zombi. Dimostrando di essere un successo nelle classifiche, la serie divenne lo spettacolo numero 1 in tutta la televisione tra gli adulti tra i 18-49 anni.
Riggs Riggs e gli altri membri principali del cast di The Walking Dead hanno vinto il Satellite Award 2012 per il miglior cast di una serie televisiva. Per la sua interpretazione nella serie come Carl, Riggs è stato nominato per il Saturn Award per la migliore interpretazione da un giovane attore in una serie televisiva cinque volte consecutive ed ha vinto il premio tre volte nel 2014, 2016 e 2018. Nel 2014, Riggs ha anche vinto un Young Artist Award per la migliore interpretazione in una serie TV - Giovane attore protagonista dopo essere stato precedentemente nominato per il premio nel 2012 e 2013. Insieme a diversi suoi co-protagonisti, nel 2017, Riggs ha prestato la sua voce a un episodio speciale di Robot Chicken intitolato "The Robot Chicken Walking Dead Special: Look Who’s Walking" riprendendo il suo ruolo di Carl.
Alla fine del 2017, Riggs ha smesso di far parte del cast di The Walking Dead quando, al contrario di quanto narrato nel fumetto, il suo personaggio è stato ucciso a metà dell'ottava stagione della serie. Il 77º episodio finale di Riggs della serie è andato in onda il 10 febbraio 2018.

#### Ulteriori progetti
Riggs è apparso nel film thriller soprannaturale Mercy nel 2014 e nel film horror Keep Watching nel 2017. Nel 2017, Riggs ha iniziato a suonare come DJ in vari eventi negli Stati Uniti ed ha pubblicato la sua prima canzone "Hold Up" con il nome d'arte "Eclipse" nel dicembre di quell'anno. In quello stesso mese, è stato scelto per recitare nel film thriller L'eredità della vipera. Ha interpretato il ruolo di Cooper nel film, presentato per la prima volta nel 2019. Ha anche recitato nel film thriller fantascientifico Only - Minaccia letale nel 2019. Nel gennaio 2019, Riggs è stato scelto per interpretare il ruolo di PJ nella serie televisiva drammatica della ABC A Million Little Things. Riggs, il cui nome completo del personaggio è stato rivelato essere Patrick Nelson, ha recitato anche nella seconda stagione della serie.

### Vita privata
Dall'aprile 2014 al 2015 è stato fidanzato con l'attrice Hana Hayes, conosciuta sul set del film Mercy.. Dal 2015 al 2017 è stato fidanzato con Brianna Maphis. Dal 2018 al 2020 è stato fidanzato con la modella e "Miss teen California 2015" Haleigh Hekking. Nel novembre 2019 Riggs si è procurato una commozione cerebrale cadendo da cavallo, e nel gennaio 2020 ha avuto un brutto incidente con lo snowboard che gli ha causato una perdita di memoria.
Nel gennaio 2021 è stato ricoverato alcuni giorni in ospedale per una piccola operazione, di cui non è stata specificata la natura.

## Filmografia

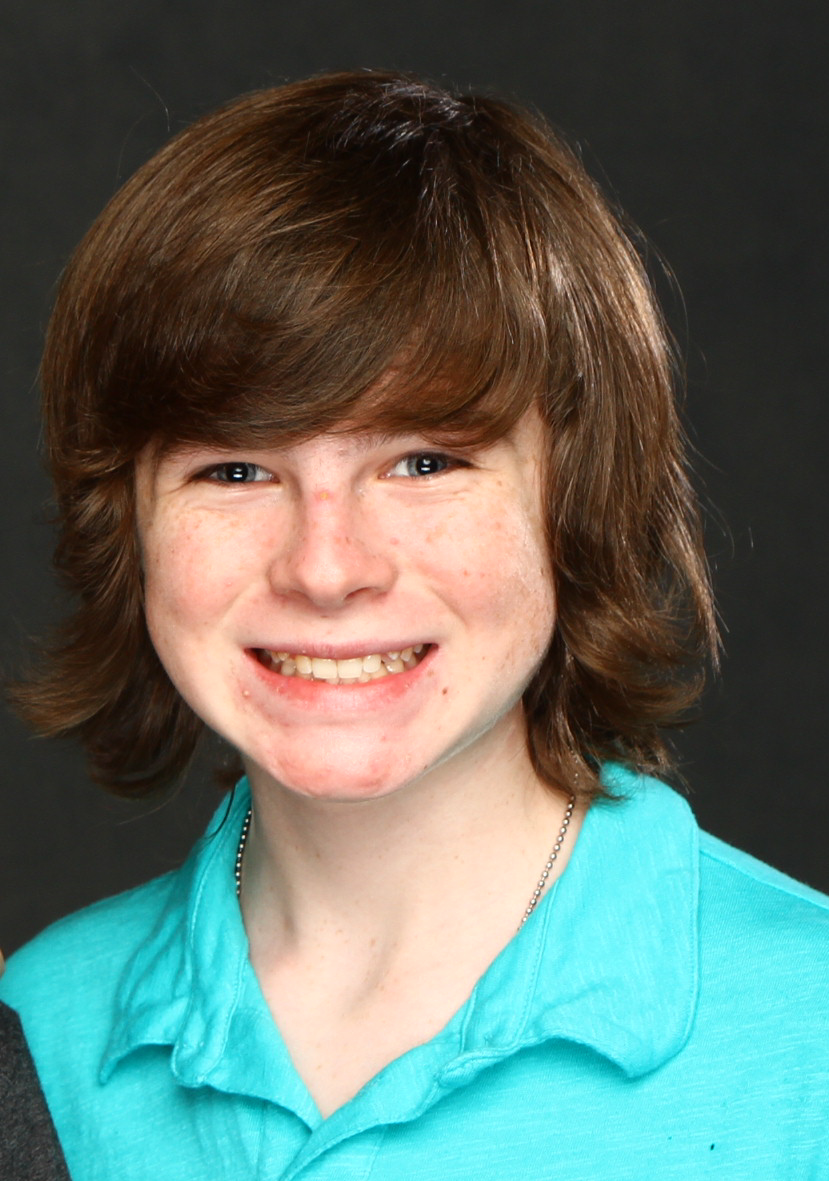
Chandler Riggs al Florida SuperCon nel 2013.

### Cinema
- Jesus H. Zombie, regia di Daniel Heisel (2006)
- The Funeral Party (Get Low), regia di Aaron Schneider (2009)
- Terminus, regia di Solomon Chase – cortometraggio (2011)
- Mercy, regia di Peter Cornwell (2014)
- Keep Watching, regia di Sean Carter (2017)
- Only - Minaccia letale (Only), regia di Takashi Doscher (2019)
- L'eredità della vipera (Inherit the Viper), regia di Anthony Jerjen (2019)
- Breakup Season, regia di H. Nelson Tracey (2024)
- The Spider, regia di Andy Chen – cortometraggio (2024)

### Televisione
- L'uomo sbagliato (The Wronged Man), regia di Tom McLoughlin – film TV (2010)
- The Walking Dead – serie TV, 77 episodi (2010-2018, 2022)
- Un milione di piccole cose (A Million Little Things) – serie TV, 9 episodi (2019)

## Riconoscimenti
- 2012 – Young Artist Award[30]
  - Nomination Miglior performance in una serie televisiva - Giovane attore protagonista per The Walking Dead

- 2012 – Satellite Award[11]
  - Miglior cast - Serie televisive per The Walking Dead

- 2013 – Young Artist Award[13]
  - Nomination Miglior performance in una serie televisiva – Giovane attore protagonista per The Walking Dead

- 2014 – Saturn Award[12]
  - Miglior performance di un giovane attore in una serie televisiva per The Walking Dead

- 2014 – Young Artist Award[13]
  - Miglior performance in una serie televisiva - Giovane attore protagonista per The Walking Dead

- 2015 – Saturn Award
  - Nomination Miglior performance di un giovane attore in una serie televisiva per The Walking Dead

- 2016 – Saturn Award[12]
  - Miglior performance di un giovane attore in una serie televisiva per The Walking Dead

- 2017 – Saturn Award[12]
  - Nomination Miglior performance di un giovane attore in una serie televisiva per The Walking Dead

- 2018 – Saturn Award[12]
  - Miglior performance di un giovane attore in una serie televisiva per The Walking Dead

- 2020 - CinEuphoria Awards
  - Merit - Honorary Award per The Walking Dead (con Charlie Adlard, Frank Darabont, Robert Kirkman, Tony Moore, Angela Kang, Scott M. Gimple, Greg Nicotero, Michael E. Satrazemis, Austin Amelio, Cooper Andrews, Xander Berkeley, Jon Bernthal, Juan Javier Cardenas, Lauren Cohan, Michael Cudlitz, Jeffrey Dean Morgan, Jeffrey DeMunn, Tovah Feldshuh, Cailey Fleming, Dan Fogler, Seth Gilliam, Danai Gurira, Nadia Hilker, Laurie Holden, Ryan Hurst, Lennie James, Kyla Kenedy, Emily Kinney, Jeff Kober, Chad L. Coleman, Andrew Lincoln, Madison Lintz, Matt Mangum, Ross Marquand, Sonequa Martin-Green, Alanna Masterson, Eleanor Matsuura, Callan McAuliffe, Melissa McBride, Cassady McClincy, Josh McDermitt, Pollyanna McIntosh, Joshua Mikel, David Morrissey, Samantha Morton, Katelyn Nacon, Avi Nash, Daniel Newman, Austin Nichols, Steven Ogg, Tom Payne, Khary Payton, Norman Reedus, Lindsley Register, Lauren Ridloff, Matt Lintz, Michael Rooker, Christian Serratos, Irone Singleton, Angel Theory, Jayson Warner Smith, Sarah Wayne Callies, Scott Wilson, Jordan Woods-Robinson e Steven Yeun)

## Doppiatori italiani
Nelle versioni in italiano delle opere in cui ha recitato, Chandler Riggs è stato doppiato da:
- Tito Marteddu in The Walking Dead, Mercy, Un milione di piccole cose, Only - Minaccia letale